# Oberstimme
Als Oberstimme bezeichnet man die höchste Stimme in einem musikalischen Satz. Sie kann während des Stückes von einem zum anderen Instrument oder zur Vokalstimme wechseln. Die Oberstimme kann in der Tonhöhe auch über der Hauptstimme liegen, die meist die Melodie verkörpert. In einem gemischten Chor mit der Besetzung Sopran, Alt, Tenor und Bass kann z. B. die Melodie vom Sopran in den Tenor wandern. Der Tenor wechselt seine Funktion somit von der Harmoniestimme zur Hauptstimme, Sopran und Alt, deren Töne über denen des Tenors liegen, werden zu Oberstimmen.